# Stefan Attefall
Stefan Attefall, né le 21 août 1960 à Lycksele (Suède), est un homme politique suédois. Membre des Chrétiens-démocrates (Kd), il est ministre de la Fonction publique et du Logement au sein du gouvernement Reinfeldt entre 2010 et 2014.
Il est parlementaire au Riksdag entre 1991 et 1994 et entre 1998 et 2014.